# Альказаба в Антекері

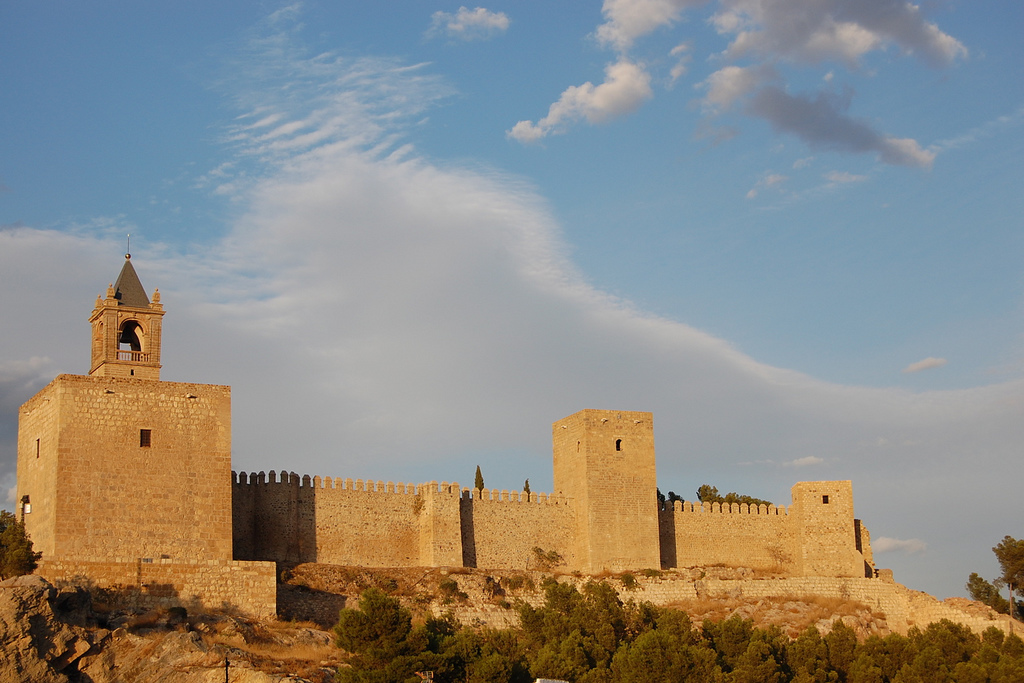
Вид на фортецю.

Альказаба в Антекері (ісп. Alcazaba de Antequera) — фортеця в Антекері, Іспанія. Її було споруджено на римських руїнах в 14-му столітті, щоб протистояти християнському наступу з півночі.
Фортеця має форму чотирикутника та дві вежі. Її донжон (ісп. Torre del homenaje, 15-го століття) вважається одним з найбільших в колишній мавританській Аль-Андалусі і поступається тільки Калхаору в Гібралтарі. Зверху розташована католицька дзвіниця/каплиця (ісп. Templete del Papabellotas) добудована в 1582 році.